# Schulmuseum Bergisch Gladbach – Sammlung Cüppers

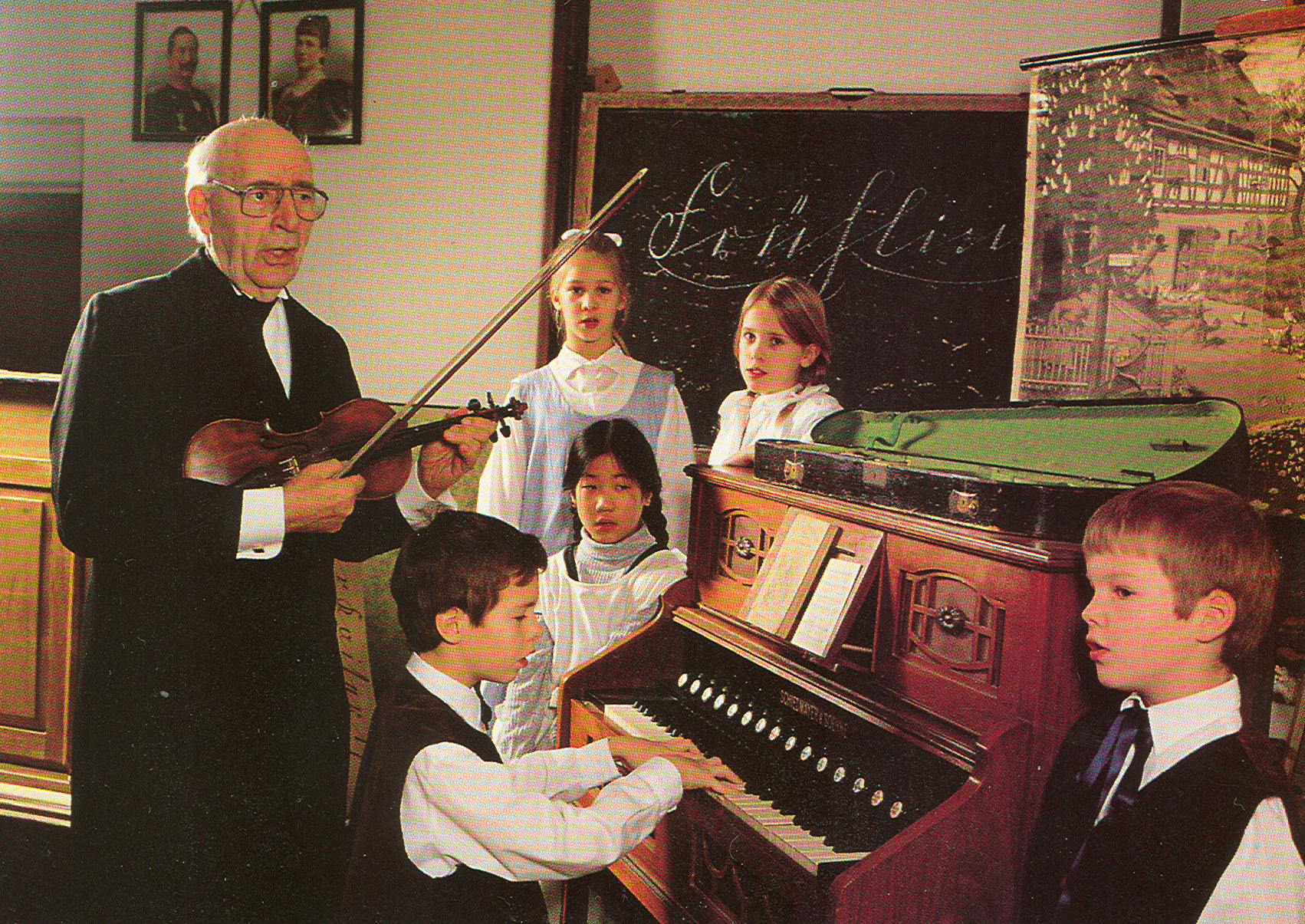
Carl Cüppers im Unterricht (2000)

Das 1990 von der Stadt Bergisch Gladbach eingerichtete Schulmuseum Bergisch Gladbach – Sammlung Cüppers dokumentiert Schulgeschichte am Beispiel einer ländlichen Volksschule.

## Standort

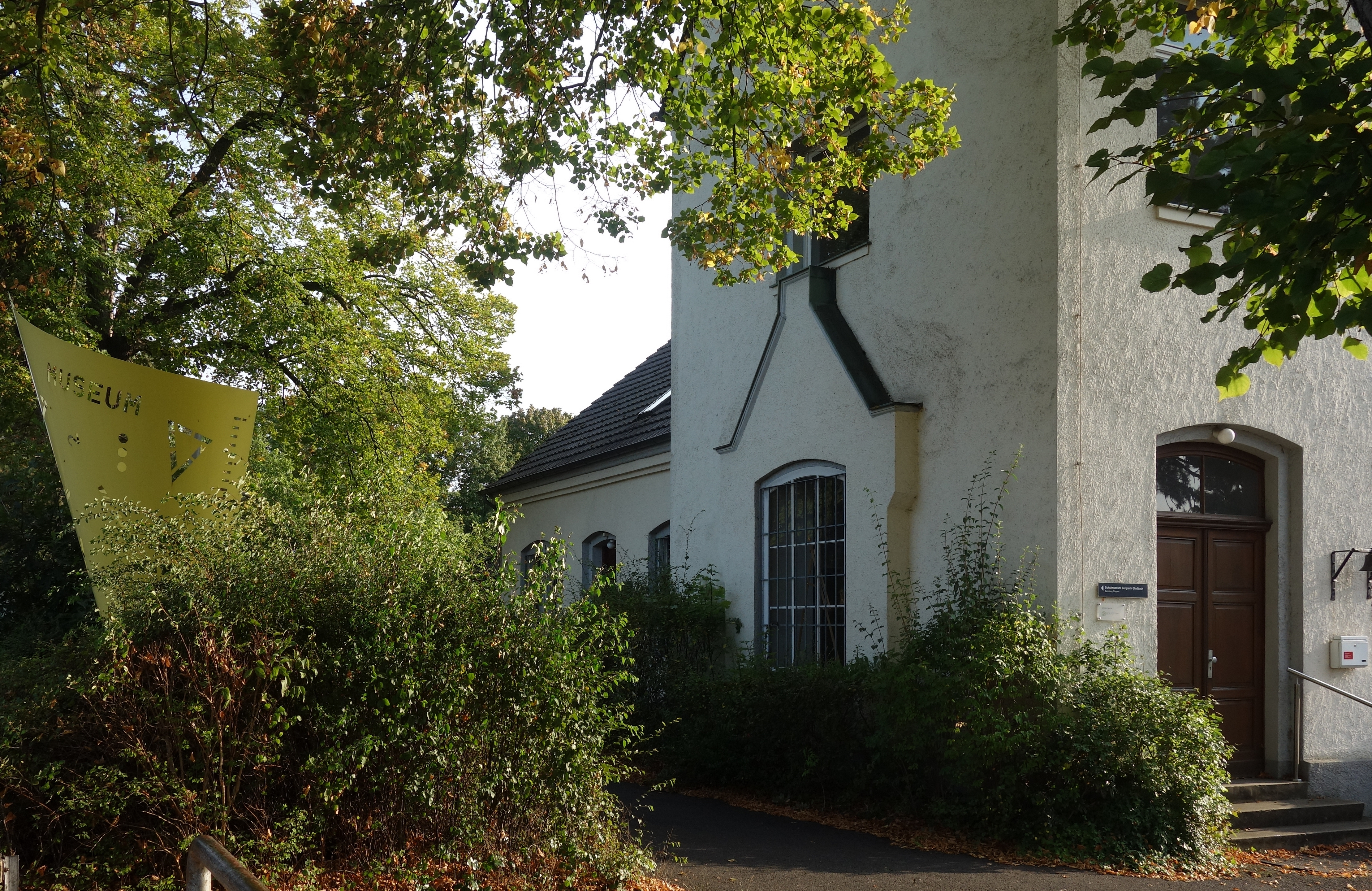
Außenansicht des alten Schulgebäudes von 1871

Als Domizil für das Schulmuseum dient das Gebäude der 1871 im Bergisch Gladbacher Ortsteil Katterbach erbauten katholischen Volksschule. Der ehemalige Klassenraum im Erdgeschoss ist weitgehend mit Schulmobiliar der Zeit um 1900 ausgestattet. Die zum Schulgebäude gehörende frühere Lehrerwohnung zeigt eine Dauerausstellung zur Geschichte der ländlichen Volksschulen am Beispiel der Katterbacher Schule von ihrer Gründung 1871 bis 2021, dem 150-Jahr-Jubiläum ihres Bestehens. 

## Sammlung
Den Grundstock des Museums bilden Objekte zur Schulgeschichte, die der frühere Schulrat im Rheinisch-Bergischen Kreis Carl Cüppers seit Ende der 1960er Jahre zusammengetragen hatte. Im Laufe der Zeit entstand eine umfangreiche schulgeschichtliche Sammlung, die inzwischen mehrere tausend Exponate, Archivalien, Fotografien und Schulbücher umfasst. Besondere Schwerpunkte bilden ca. 8.000 Schulwandbilder und eine innerhalb der Schulmuseen Deutschlands einmalige Kollektion zum Handarbeitsunterricht mit 4600 Objekten.

## Rundgang
Der Rundgang beginnt im Foyer, in dem sich auch der Museumsshop befindet. Der erste Raum widmet sich dem Thema Schulalltag gestern und heute. Der zweite, vielleicht die Küche der ehemaligen Lehrerwohnung, ist dem Andenken an Magdalene Trier gewidmet, die dem Museum ihre Sammlung zum Handarbeitsunterricht vermacht hat. Es folgt ein als „Lehrerwohnzimmer“ eingerichteter Raum, in dem die „Wilhelminische Kaiserzeit von 1871 bis 1918“ behandelt wird. Drei Räume im Dachgeschoss dokumentieren die Schulgeschichte der „Weimarer Republik 1918–1933“, der „NS-Zeit 1933 bis 1945“ und der unmittelbaren „Nachkriegsjahren 1945–1949“. Im anschließenden großen früheren Klassenraum für die Oberstufe werden die „Adenauerzeit 1949–1967“, die „Schulreform ab 1968“ und das Schulleben in der Katterbacher Gemeinschaftsgrundschule (GGS) von „1989 bis 2021“ behandelt. Die Dokumentation wird durch Mitmach-Stationen und Film-Interviews mit Zeitzeugen ergänzt.

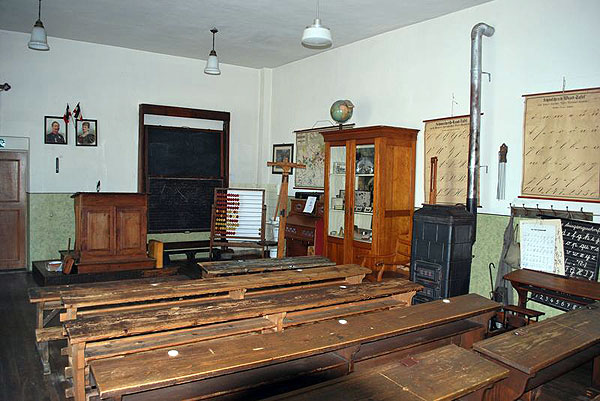
Klassenraum

## Angebote
Schon dem Gründer des Museums, Carl Cüppers, war neben dem Sammeln die Vermittlung wichtig. Besonders am Herzen lag ihm der von ihm eingeführte „Unterricht wie zu Kaisers Zeiten“. Inzwischen wird er von fünf ehrenamtlichen Mitgliedern des Arbeitskreises Schulmuseum regelmäßig veranstaltet. Noch mehr über die Volksschule in früherer Zeit erfährt man bei einer Führung durch die Dauerausstellung. Sonderausstellungen zu speziellen Themen der Schulgeschichte ergänzen das Angebot.

## Arbeitskreis und Förderverein
Der 1982 von Cüppers ins Leben gerufene Arbeitskreis ist für den Betrieb des Museums verantwortlich. Hinter den Kulissen sind 10 Mitglieder vor allem für die Erfassung der Sammlungsbestände, die Betreuung von Depot, Archiv und Bibliothek sowie den Leihverkehr zuständig. Zu den Sonderausstellungen gibt er die Reihe „Schul-Hefte“ heraus. Um das Museum noch wirkungsvoller ideell, personell und finanziell zu unterstützen, wurde 2008 der „Förderverein des Schulmuseums Bergisch Gladbach e. V.“ gegründet, der das Mitteilungsblatt „Der Blaue Brief“ herausgibt. 2011 übertrug die Stadt Bergisch Gladbach, die das Museum durch einen jährlichen finanziellen Zuschuss unterstützt, dem Förderverein die Trägerschaft. 2012 wurde mit finanzieller Unterstützung der NRW-Stiftung und des LVR ein Anbau mit einem Veranstaltungsraum errichtet.